# Bergiaria westermanni
Bergiaria westermanni es una especie de pez de la familia Pimelodidae en el orden de los Siluriformes.

## Hábitat
Es un pez de agua dulce y de clima tropical.

## Distribución geográfica
Se encuentran en Sudamérica:  cuenca del río Das Velhas (cuenca del río São Francisco en Brasil). También está presente en  Argentina.